# Area archeologica La Cuma
L'area archeologica La Cuma si trova nell'omonima località del comune di Monte Rinaldo, nelle Marche. È costituita da un santuario di età ellenistica e da numerosi resti di età romana. Occupa il versante occidentale della collina ed è costituita dal portico, il tempio e una terza struttura interposta tra le due.
Le decorazioni architettoniche appartenenti al santuario sono conservate al Museo civico archeologico di Monte Rinado. Tra queste risultano di fondamentale importanza le antefisse raffiguranti Ercole e la Potnia theròn.
Durante le prime campagne di scavo è stato attribuito a questo luogo una stretta relazione con Novana, l'unica città del Piceno citata da Plinio il Vecchio nella Naturalis Historia  non ancora ritrovata. I ritrovamenti archeologici però non hanno confermato le ipotesi.

## Il territorio
Il santuario, edificato su terrazzamenti, dovette risultare di aspetto magnifico e assai scenografico, se osservato dagli insediamenti piceni della valle.
Non sono presenti, almeno al momento, testimonianze di un abitato direttamente collegato al santuario, mentre è probabile fosse il centro dei numerosi insediamenti che sorgevano sulle colline circostanti. 
La viabilità in età romana è un problema molto discusso, anche nell’ottica dei collegamenti con le città di Asculum, Faleria e Firmum. Certo è che alcune strade, anche secondarie avrebbero dovuto collegare i centri con la valle dove sorge il santuario, forse ricalcando anche percorsi preesistenti.

## Il santuario
Il complesso monumentale ha una struttura a terrazze artificiali e presenta un obiettivo scenografico. Il santuario è composto da un grande portico che incorniciava il tempio, una struttura posta tra le due, della quale non si conosce la destinazione, e da un pozzo che attualmente non è più visibile. Può essere ricollegato ad un modello frequente nell'Italia centrale. 
Il santuario sorge in un’area non urbanizzata ed è stato monumentalizzato probabilmente con le ricchezze provenienti dall’Oriente, in seguito all’istituzione della Provincia dell’Asia Proconsolare. La fase di costruzione visibile oggi, infatti, è datata al II secolo a. C., in piena dominazione romana dell’area. È incerta, invece, la presenza dell’area di culto in età picena, anche se la religione italica prevede culti da svolgere in luoghi simili. 

### Tempio
È la costruzione meno nota ed è conservata solo ai livelli di fondazione. All'interno è presente un podio, anch'esso solo in fondazione, che presenta una suddivisione in tre sezioni, identificate da alcuni come celle. I rapporti tra le misure possono essere ricollegate a quelle che indica Vitruvio nel De Architettura per il tempio cosiddetto Tuscanico, cioè quello utilizzato in area etrusco-italica, come ad esempio il Tempio A di Pyrgi.
La datazione, data in base alle terrecotte architettoniche, oggi presenti al Museo civico archeologico, si aggira tra il III e il II secolo a. C., anche se non è così immediata perché non tutte le decorazioni possono essere datate allo stesso periodo.

### Portico
È posto all'estremità nord della terrazza e si conserva per due lati. È costituito da un muro di fondo in tufo locale che ha uno spessore considerevole tanto da poter essere considerato un muro di contenimento adattato a portico successivamente. Antistanti il muro sono poste due file di colonne, quella interna in ordine ionico, l’altra in ordine dorico. All'estremità ovest del portico è stato ricavato un piccolo ambiente. È probabile che il portico si estendesse anche a est e che per simmetria ci fosse un altro ambiente.
La pianta della stoà è stata confrontata con i modelli ellenici di Athena Lindia a Rodi e di Asclepio a Kos. 
La fase monumentale è datata tra il II e il I secolo a. C. 
Ad Ovest dell’edificio templare, sorge una seconda struttura suddivisa al suo interno in cinque vani, uno dei quali è stato interpretato come vasca. La presenza della vasca e del pozzo, sembrano suggerire un probabile collegamento con i riti ed i culti praticati nel santuario.

### Il culto
Sono ancora molti i dubbi sul culto praticato all'interno della struttura, poiché non ci sono testimonianze materiali come ad esempio iscrizioni su ex-voto. L’unico significativo indizio è un pezzo ceramico dove è presente il nome di Giove ma, trattandosi di un marchio e non di un’iscrizione votiva, potrebbe essere un oggetto destinato ad essere portato via dai pellegrini. 
Alcuni studiosi hanno supposto che si trattasse di una dea femminile paragonabile alla dea Cupra, particolarmente venerata dai Piceni. Potrebbe quindi trattarsi di un culto preromano ma non ci sono le giuste documentazioni per affermarlo.
Poiché Monte Rinaldo è ricco di falde acquifere, è probabile, invece, che il culto fosse associato alle acque curative come è ricorrente in Italia centrale in età ellenistica.

## Gli scavi
Le prime evidenze archeologiche furono segnalate nel 1953 ma grossi blocchi di tufo e le colonne affiorarono nel 1957 in seguito ad alcuni lavori agricoli. Nel 1958 fu aperta la campagna di scavo che portò alla luce il resto delle strutture oggi note e che sono ancora indagate solo in parte.
Tra il 1958 e il 1960 l'area fu assoggettata a vincolo archeologico.